# Brittany Broben
Brittany Broben (* 23. November 1995 in Gold Coast) ist eine australische Wasserspringerin. Sie startet sowohl im Kunst-, Turm- und Synchronspringen.
Broben kam mit elf Jahren über das Turnen zum Wasserspringen. Sie trainiert unter Xiangning Chen am Schwimmzentrum in Brisbane. Broben gewann bereits 2008, mit 13 Jahren, die nationalen Titel vom 1-m- und 3-m-Brett. Zwei Jahre später konnte sie mit Silber vom 10-m-Turm bei der Juniorenweltmeisterschaft in Fort Lauderdale auch ihren ersten internationalen Erfolg feiern. Broben bestritt bei der Weltmeisterschaft 2011 in Shanghai schließlich ihre ersten internationalen Titelkämpfe im Erwachsenenbereich. Vom 1-m-Brett erreichte sie das Finale und wurde Elfte, vom 10-m-Turm schied sie nach dem Vorkampf knapp aus. Ihr bislang größter sportlicher Erfolg gelang Broben bei den Olympischen Spielen 2012, wo sie im 10-m-Turmspringen die Silbermedaille erringen konnte.